# Charles Duclerc

Charles Duclerc

Charles Théodore Eugène Duclerc (Bagnères-de-Bigorre, 9 november 1812 – Parijs, 21 juli 1888) was een Frans politicus.

## Biografie
Charles Duclerc sloot zich op jonge leeftijd aan bij de republikeinse beweging. Na de revolutie van 1848 en de vestiging van de Tweede Franse Republiek werd hij voor het departement Landes in de Nationale Wetgevende Vergadering (Assemblée Nationale Constituante) gekozen. Op 11 mei 1848 werd hij minister van Financiën, maar trad reeds op 28 juni van dat jaar af omdat hij niet geassocieerd wilde worden met de onderdrukking van de Juni-opstand door generaal Louis Eugène Cavaignac. Korte tijd later vertrok hij naar Spanje.
Charles Duclerc, een verklaard tegenstander van het Tweede Franse Keizerrijk van Napoleon III werd na de proclamatie van de Derde Franse Republiek voor het departement Basses-Pyrénées in de Kamer van Afgevaardigden (Chambre des Députés) gekozen (1871) en maakte deel uit van de fractie van de linkse republikeinen. In 1876 werd hij senator voor het leven (sénateur inamovible).
Charles Duclerc was van 7 augustus 1882 tot 29 januari 1883 premier (Président du Conseil) en minister van Buitenlandse Zaken.
Hij overleed op 75-jarige leeftijd in Parijs.